# Peter Stierncrona
Peter Stierncrona af Söderby, tidigare Welt, född 1690-talet i Uppsala, Uppsala län, död 1726 i Stockholm, var en svensk ämbetsman.

## Biografi
Peter Stierncrona föddes på 1690-talet i Uppsala. Han var son till slottsfogden Per Larsson Welt. Stierncrona blev 11 april 1706 student vid Uppsala universitet. Han blev senare auskultant i Svea hovrätt och reste därefter utomlands 1715. Stierncrona blev 14 juni 1717 tillförordnad kommissarie i Kommerskollegium och 19 oktober 1719 ordinarie kommissarie, med assessors titel. Han adlades 30 oktober 1719 till Stierncrona af Söderby och introducerades 1720 i Sveriges Riddarhus som nummer 1679. Stierncrona avled 1726 i Stockholm och slött ätten.

### Egendom
Han hade gården Söderby gård i Österhaninge socken, som han 1719 tog över efter brodern Gabriel Stierncrona.

### Familj
Stierncrona var gift med Elisabet AMya (1692–1719), dotter av handelsmannen David Amija och Elisabet von Zabeland i Göteborg. De fick tillsammans dottern Antoinetta Maria Stierncrona (1718–1773) som var gift med landshövdingen Carl C:son Broman i Älvsborgs län.